# تاتيانا فيروفا
تاتيانا بافلوفنا فيروفا (بالروسية: Татьяна Павловна Фирова؛ من مواليد 10 أكتوبر 1982) هي رياضية روسية في سباقات السرعة حصلت على الميدالية الفضية في سباق التتابع 4 × 400 متر في دورة الألعاب الأولمبية الصيفية 2004.
في عام 2016 أُعلن أن إعادة تحليل العينات من دورة الألعاب الأولمبية الصيفية 2008 أدت إلى انتهاك فيروفا لقواعد المنشطات. تم استبعادها من المنافسة، وتم تجريدها هي وزملائها من الميداليات الفضية في سباق التتابع 4 × 400 متر. وزعمت أن استخدام المواد المحظورة ضروري لتحقيق نتائج جيدة، رفضت فيروفا إعادة ميدالياتها.
في فبراير 2019، قضت محكمة التحكيم الرياضية بإيقافها لمدة أربع سنوات بسبب تعاطي المنشطات، بدءًا من 9 يونيو 2016، وتم استبعاد جميع نتائجها من 20 أغسطس 2008 إلى 31 ديسمبر 2012.